# 윤간 (조선 전기)
윤간(尹侃, ? ~ 1504년)은 조선 전기의 문신, 관료이자 외척으로 본관은 파평이다. 윤필상의 아들로 갑자사화에 연루되어 사형당했다. 성종의 제2계비 정현왕후의 7촌 재종조카이자 세종의 부마 영천군 윤사로의 종질이다.
1475년 성종이 선농단에서 기우제를 올릴 때 제관으로 참여한 공로로 1계급 특진하고, 이후 호조좌랑, 1478년 경기도 도사, 1482년 한성부서윤 등을 거쳐 사헌부장령, 1484년 사헌부집의가 되었다. 1486년 경상도진휼사 종사관, 1489년 강릉부사를 거쳐 1492년 여주목사를 지내고 호조참의에 이르렀다.

## 생애
세종의 서녀 정현옹주의 부마 윤사로는 5촌 당숙이고 성종의 제2계비 정현왕후의 아버지 윤호는 그의 재종조부가 된다. 세조비 정희왕후는 재종증대고모가 된다.
1475년(성종 6) 성종이 선농단(先農祭)에서 기우제를 올릴때 집준(執尊)으로 거행에 참여, 선농제 제관에 참여한 공로로 한 자급 승진되었다. 1477년 승려 도천이 경엄사를 중수하는 것을 후원했다가 사헌부의 탄핵을 받기도 했다. 그해 6월 호조좌랑으로 좌랑 성완과 함께 승정원의 사령에게 욕설을 하여 문제가 되자 그는 바로 사헌부에 자복, 헌부의 탄핵을 받았지만 성종이 무마시켰다.
1478년 경기도 도사가 되었다. 1479넌(성종 10)에는 여성 변사사건 조사의 명을 받고 경기도 도사로 수원에 파견되었다. 1482년 이조의 인사에서 서윤으로 승진했으나, 5품이 된 뒤 최소임기도 채우지 않고 승진하였다 하여 사간원 정언 정광새의 반대로 성종이 취소시켰다. 그러나 승진되자 집의 김대가 승진의 부당함을 여러번 논계하였다. 그 해 10월 통훈대부 사헌부장령, 1484년 사헌부집의가 되었다.
이후 1486년 경상도진휼사 한치형의 종사관으로 파견되었다가 1489년(성종 20년) 강릉부사로 부임하고, 1492년(연산군 1) 여주목사로 부임하였다. 이후 호조참의 등을 역임했다. 1504년(연산군 13) 갑자사화 때 윤필상의 아들이라는 이유로 연좌되어 처형되었다. 그해 10월 그의 전지도 몰수되었다.
1506년(연산군 15년) 9월 중종 반정 이후 복관되었으며, 후에 다시 증 가선대부 동지의금부사로 추증되었다.

## 가족 관계
- 증조 - 윤희제(尹希齊) : 검교참의(檢校參議), 윤곤(尹坤)의 아들
  - 조부 - 윤경(尹坰) : 배천군수(白川郡守)
    - 아버지 - 윤필상(尹弼商, 1427년 ~ 1504년) : 영의정(領議政), 파평부원군(坡平府院君), 갑자사화로 화를 당함
    - 어머니 - 판관(判官) 성허(成栩)의 딸
      - 아들 - 윤승홍(尹承弘) : 돈녕부정(敦寧府正), 증(贈) 호조참판(戶曹參判), 윤부(尹釜, 1510년 ~ 1560년)·윤현(尹鉉, 1514년 ~ 1578년)의 아버지

## 참고 문헌
- 성종실록
- 연산군일기
- 여주군사
- 여주시청